# Dor-lómin
En el legendarium del escritor J. R. R. Tolkien y en las historias desarrolladas en su novela El Silmarillion, Dor-lómin es un amplio territorio que se ubica en Hithlum. Limitado en el oeste por las Ered Lómin en el sur por las Ered Wethrin, en el este por las Montañas de Mithrim y en el norte por el río que desemboca en la Puerta de los Noldor.
Su nombre significa «tierra del eco» compuesto por la palabra Dor cuya traducción es «tierra» (raíz -ndor) y por la palabra Lómin que significa «del eco» (raíz lam).
Habitada originalmente por los elfos Sindar, fue cedida al pueblo de Hador en virtud al gran aprecio que el rey elfo Noldor Fingolfin tenía por estos hombres y en especial por el jefe de la casa: Hador Lórindol. Allí nacieron y crecieron grandes héroes de los edain como Huor, Húrin, Tuor y Túrin, así como Morwen y Niënor, madre y hermana de Túrin.
Tras la Nírnaeth Arnoediad, Dor-lómin fue ocupada por los Hombres Cetrinos y el pueblo de Hador, junto con los elfos Sindar, fueron sometidos a la esclavitud por esos siervos de Morgoth.
Toda la región se hundió en el mar tras la Guerra de la Cólera.
- Datos: Q2634165